# Dzmitryj Ausiannikau
Dzmitryj Uładzimirawicz Ausiannikau, biał. Дзмітрый Уладзіміравіч Аўсяннікаў; ros. Дмитрий Владимирович Овсянников - Dmitrij Władimirowicz Owsiannikow (ur. 20 sierpnia 1970 w Mińsku) – białoruski hokeista, reprezentant Białorusi. Trener hokejowy.

## Kariera
- Dynama Mińsk (1992-1993)
- Tiwali Mińsk (1993-1997)
- SKA Sankt Petersburg (1997-1998)
- SMS Warszawa (1998-1999)
- Junost' Mińsk (1999-2000)
- HK Kieramin Mińsk (2000)
- Motor Zawołże (2000-2001)
- HK Homel (2001-2002)
- HK Kieramin Mińsk (2002-2003)
- Chimwołokno Mohylew (2003-2004)
- HK Brześć (2004-2005)
- HK Witebsk (2005-2006)
- Mietałłurg Żłobin (2006-2007)

Występował w klubach białoruskich, rosyjskich, a ponadto w ligi polskiej w sezonie 1998/1999 w barwach drużyny SMS Warszawa. Zakończył karierę w czerwcu 2011 (w SMS wraz z nim grali jego rodacy Andrej Husau i Andrej Pryma, Uładzimir Swita).
Uczestniczył w turnieju mistrzostw świata w 1995 (Grupa C).

## Kariera trenerska
- Mietałłurg Żłobin (2007-2008, 2009-2010), asystent trenera
- HK Brześć 2 (2011-2012), główny trener
- HK Lida (2012-2013), asystent trenera
- HK Lida 2 (2013-2014), główny trener
- SC Energija (2014-?), główny trener
- HK Bobrujsk (2017-2018), główny trener
- HK Homel (2019-2021), asystent trenera
- Łokomotiw Orsza (2022-), asystent trenera

Po zakończeniu pozostał w Żłobinie i rozpoczął pracę trenerską. Latem 2019 wszedł do sztabu HK Homel. W czerwcu 2022 dołączył do sztabu.

## Sukcesy
Reprezentacyjne
- Awans do Grupy B mistrzostw świata: 1995

Klubowe
- Złoty medal mistrzostw Białorusi: 1993, 1994, 1995 z Tiwali Mińsk
- Srebrny medal mistrzostw Białorusi: 1996, 1997 z Tiwali Mińsk, 2000, 2003 z Kieraminem Mińsk